# Serafino Giannelli
Serafino Giannelli (Brindisi, 3 gennaio 1874 – Brindisi, 14 settembre 1962) è stato un politico italiano, sindaco di Brindisi dal 1923 al 1926 e podestà dal 1926 al 1934.

## Biografia
Nipote di un ricchissimo proprietario terriero morto senza eredi diretti, nel 1897 aveva ricevuto in eredità numerose aziende agrarie, pertanto il giovane Serafino le aveva proficuamente messe a frutto, producendo anche vino
Grazie all'eredità e ad una buona gestione del patrimonio Giannelli divenne una delle persone più facoltose di Brindisi e nel 1923 acquistò un raro esemplare di Alfa Romeo RM, nel 1927 una Fiat 503 e nel 1953 una costosa Lancia Aurelia.

### Sindaco di Brindisi
Il 24 ottobre 1920 Serafino Giannelli era stato eletto al Comune di Brindisi nell’amministrazione del sindaco Giovanni Mazari, il quale si dimise presto e dopo una gestione commissariale si giunse a nuove elezioni il 21 ottobre 1923 e i quaranta consiglieri comunali eletti il 28 ottobre elessero sindaco Serafino Giannelli. Come primo atto il neosindaco dispose l’aggiunta della Croce al merito di guerra allo stemma della città.

### Podestà di Brindisi
Nel 1926, Giannelli fu nominato podestà di Brindisi. e durante il suo mandato nel 1927, con la creazione della provincia di Brindisi, la città fu elevata a capoluogo di provincia.
Il 6 agosto 1928, però Giannelli, tramite manifesti affissi sui muri annunciò ai cittadini di Brindisi le proprie dimissioni dalla carica di podestà: «Costrettovi da inderogabili e particolari bisogni personali, riprendo oggi le mie private occupazioni…» Lo stesso giorno, comunicò al nuovo commissario prefettizio, Umberto Balestrino, di voler donare tutto il mobilio, da lui personalmente acquistato per il suo ufficio di sindaco agli impiegati comunali. In ogni caso il 31 gennaio 1931 Serafino Giannelli tornò nuovamente a ricoprire la carica di podestà di Brindisi, fino al 2 giugno 1934. Allo scadere naturale del secondo mandato podestarile Giannelli preferì abbandonare definitivamente l'attività di amministratore.

#### Il Comitato Pro Monumento al Marinaio d’Italia

Monumento al Marinaio d'Italia

L'opera verso cui Giannelli destinò soprattutto il suo impegno, sia come podestà sia come presidente del Comitato Pro Monumento, fu la realizzazione del Monumento al Marinaio d'Italia lanciando sottoscrizioni e spettacoli per finanziare l'opera. Il primo stanziamento ufficiale di cinquantamila lire da parte del consiglio comunale si ebbe già il 6 ottobre 1924.  Il 20 giugno 1925 la città di Brindisi fu ufficialmente scelta dal Presidente del Consiglio Benito Mussolini per ospitare il Monumento al Marinaio d'Italia che accettò la presidenza del comitato d'onore.
Successivamente il comitato cittadino fu presieduto da Giannelli, affiancato dall'ammiraglio Paolo Thaon di Revel come presidente onorario.
Tra coloro che presero parte alla campagna destinando l'incasso al finanziamento del monumento vi fu il tenore leccese Tito Schipa, amico personale di Gianelli che organizzò concerti "Pro monumento" in numerose città italiane al fine di raccogliere fondi. tra cui Brindisi dove il concerto si svolse il 13 giugno 1926 nel teatro Verdi. Lo stesso podestà Giannelli si occupava, a proprie spese, di ingaggiare gli artisti e a ringraziarli offrendo solenni banchetti.
Quando Gianelli si dimise dal suo primo mandato podestarile, decadendo di fatto dalla presidenza del Comitato Pro Monumento al Marinaio d’Italia, il nuovo commissario prefettizio, Umberto Balestrino, però lo rinominò immediatamente presidente del Comitato:
(Il commissario prefettizio, Umberto Balestrino)
Riottenuto nuovamente il mandato podestarile il 4 novembre 1933 presiedette all'inaugurazione alla presenza del re Vittorio Emanuele III di Savoia

## La Fondazione Maria Rosaria Giannelli

Serafino Giannelli negli ultimi anni

Giannelli aveva destinato in via testamentaria di devolvere la maggior parte dei propri beni alla comunità brindisina costituendo la Fondazione “Maria Rosaria Giannelli”, intitolata alla nipote, affinché il patrimonio fosse destinato al 75% al Comune di Brindisi e il (25%) e all’Ospedale “Di Summa” (25%) perché fosse utilizzato per creare una struttura che si occupasse degli indigenti e degli anziani. Il lascito riguardava 59 immobili sparpagliati tra la città e la campagna e la sua famosa Lancia Aurelia Nel 1967 Fondazione fu riconosciuta con decreto del Presidente della Repubblica, come privata ma di diritto pubblico.
Dopo l'acquisizione da parte del comune i beni ereditati furono lasciati in abbandono per lungo tempo, finché nel 1985 il sindaco di Brindisi, il socialista Errico Ortese, volle fare il punto della situazione. Tramite alcuni professionisti si censì il patrimonio censire tutto il patrimonio immobiliare. Quasi tutte le proprietà risultarono occupate abusivamente e qualcuna persa per usucapione.
Tra i beni ceduti al Comune vi era la cinquecentesca masseria Pignacedda, residenza estiva del podestà Serafino Giannelli, che dopo l'acquisizione da parte del Comune fu lasciata in totale abbandono decretandone la fine Nei progetti originari di Giannelli presso la masseria Pignacedda si sarebbe dovuto realizzare un centro per l'ippoterapia.
La Lancia Aurelia al momento si trova in un deposito del comune. Il valore della vettura è stimato sui centomila euro.

## Intitolazioni
Anni dopo la sua morte grazie all'indubbio rispetto e benemerenza guadagnati in città, l'amministrazione cittadina gli intitolò una via del centro storico: già via Anime.